# Lindheimera
Lindheimera es un género de plantas con flores  perteneciente a la familia Asteraceae. Comprende 2 especies descritas y  aceptadas.

## Taxonomía
El género fue descrito por A.Gray & Engelm. y publicado en Proceedings of the American Academy of Arts and Sciences 1: 47. 1846[1847]. La especie tipo Lindheimera texana A.Gray & Engelm.
Etimología
Lindheimera: nombre genérico  otorgado en honor del botánico Ferdinand Jacob Lindheimer.

## Especies aceptadas
A continuación se brinda un listado de las especies del género Lindheimera aceptadas hasta julio de 2012, ordenadas alfabéticamente. Para cada una se indica el nombre binomial seguido del autor, abreviado según las convenciones y usos.
- Lindheimera mexicana A.Gray
- Lindheimera texana A.Gray & Engelm.